# Vallinfreda
Vallinfreda is een gemeente in de Italiaanse provincie Rome (regio Latium) en telt 285 inwoners (31-12-2004). De oppervlakte bedraagt 16,9 km², de bevolkingsdichtheid is 18 inwoners per km².

## Demografie
Vallinfreda telt ongeveer 164 huishoudens. Het aantal inwoners steeg in de periode 1991-2001 met 0,0% volgens cijfers uit de tienjaarlijkse volkstellingen van ISTAT.
| Jaar | Inwoneraantal |
| ---- | ------------- |
| 1991 | 290           |
| 2001 | 290           |

## Geografie
De gemeente ligt op ongeveer 870 m boven zeeniveau.
Vallinfreda grenst aan de volgende gemeenten: Cineto Romano, Oricola (AQ), Orvinio (RI), Percile, Riofreddo, Vivaro Romano.